# Abd al-Hamīd ibn Turk
ʿAbd al-Hamīd ibn Turk (fl. 830), también conocido como ʿAbd al-Hamīd ibn Wase ibn Turk Jili (en árabe: ابومحمد عبدالحمید بن واسع بن ترک الجیلی ) fue un matemático musulmán del siglo IX. No se sabe mucho sobre su vida. Los dos registros de él, uno de Ibn Nadim y el otro de al-Qifti, no son idénticos. Al-Qifi menciona su nombre como ʿAbd al-Hamīd ibn Wase ibn Turk al-Jili. Jili significa de Gilan. Por otro lado, Ibn Nadim menciona su nisbah como khuttali ( ختلی ), que es una región ubicada al norte de Oxus y al oeste de Badakhshan. En uno de los dos manuscritos restantes de su al-jabr wa al-muqabila, la grabación de su nisbah está más cerca de al-Jili. David Pingree / Encyclopædia Iranica afirma que originalmente provenía de Khuttal o Guilán.
Escribió un trabajo sobre álgebra del que sólo ha sobrevivido un capítulo titulado "Necesidades lógicas en ecuaciones mixtas", sobre la solución de ecuaciones cuadráticas.
Es autor de un manuscrito titulado Necesidades lógicas en ecuaciones mixtas, que es muy similar al Al-Jabr de al-Khwarzimi y fue publicado aproximadamente al mismo tiempo, o incluso posiblemente antes, que Al-Jabr. El manuscrito da exactamente la misma demostración geométrica que se encuentra en Al-Jabr, y en un caso el mismo ejemplo que se encuentra en Al-Jabr e incluso va más allá de Al-Jabr al dar una prueba geométrica de que si el discriminante es negativo, entonces la ecuación cuadrática no tiene solución. La similitud entre estas dos obras ha llevado a algunos historiadores a concluir que el álgebra puede haber sido bien desarrollada en la época de al-Khwarizmi y Abd al-Hamid.